# أليساوية
الأليساوية (الاسم العلمي: Alysseae) هي قبيلة من النباتات تتبع فصيلة الكرنبية من الرتبة الكرنبيات.

## أجناس الأليساوية
- الأليس